# JSTOR
JSTOR abreviació de l'anglès Journal Storage (conservació de revistes) és un arxiu fosc de revistes científiques en combinació amb un arxiu actiu accessible als usuaris autoritzats. Des del 2012 també ofereix l'accés a llibres. El servei va ser innovador en el sentit que per la primera vegada els documents no sols eren escaneritzats, però també feien possible una lectura i recerca en format text.
Va ser creat el 1995. L'abril de 2014, la 9000a organització va afiliar-se al sistema. Els membres de la comunitat són biblioteques (universitàries, públiques, d'instituts), museus, organitzacions no governamentals de més de cent seixanta països. Conserva una còpia electrònica de revistes universitaris d'alt nivell sobre ciències humanes, ciències socials i ciències, així com de monografies i altre material digital útil per a la recerca universitària. Va ser creat pel rector William Gordon Bowen de la Universitat de Princeton, primer per a oferir una solució al problema d'espai de moltes biblioteques universitàries davant del sempre creixent llau de publicacions. Tot i això, poques biblioteques van reduir el volum de paper, però JSTOR va evolucionar vers un servei de consulta en línia puixant, en permetre a les llibreries científiques d'oferir un ventall més llarg de publicacions als seus usuaris.
El 2009, va fusionar amb Ithaka. És un dels repositoris especialitzats més grans del món. Generalment, hi ha un buit d'uns anys abans que una publicació sigui accessible a JSTOR, com que sovint els números recents es poden consultar al web de l'editorial ofereixen de franc o contra pagament.
És una organització sense ànim de lucre, però els serveis no són accessibles de franc a tothom, excepte publicacions més antigues que són al domini públic. Estudiants i científics poden llegir fins a tres articles durant quinze dies, sense cost. Moltes universitats tenen una subscripció col·lectiva oberta a tots els membres de la comunitat universitària.